# پلانا (پاراچین)
پلانا (به صربی: Plana) یک منطقهٔ مسکونی در صربستان است که در پاراچین واقع شده‌است. پلانا ۱٬۲۴۴ نفر جمعیت دارد.